# Normandy (Tennessee)
Normandy è un comune degli Stati Uniti d'America, situato nello Stato del Tennessee, nella Contea di Bedford.